# 5'-cap

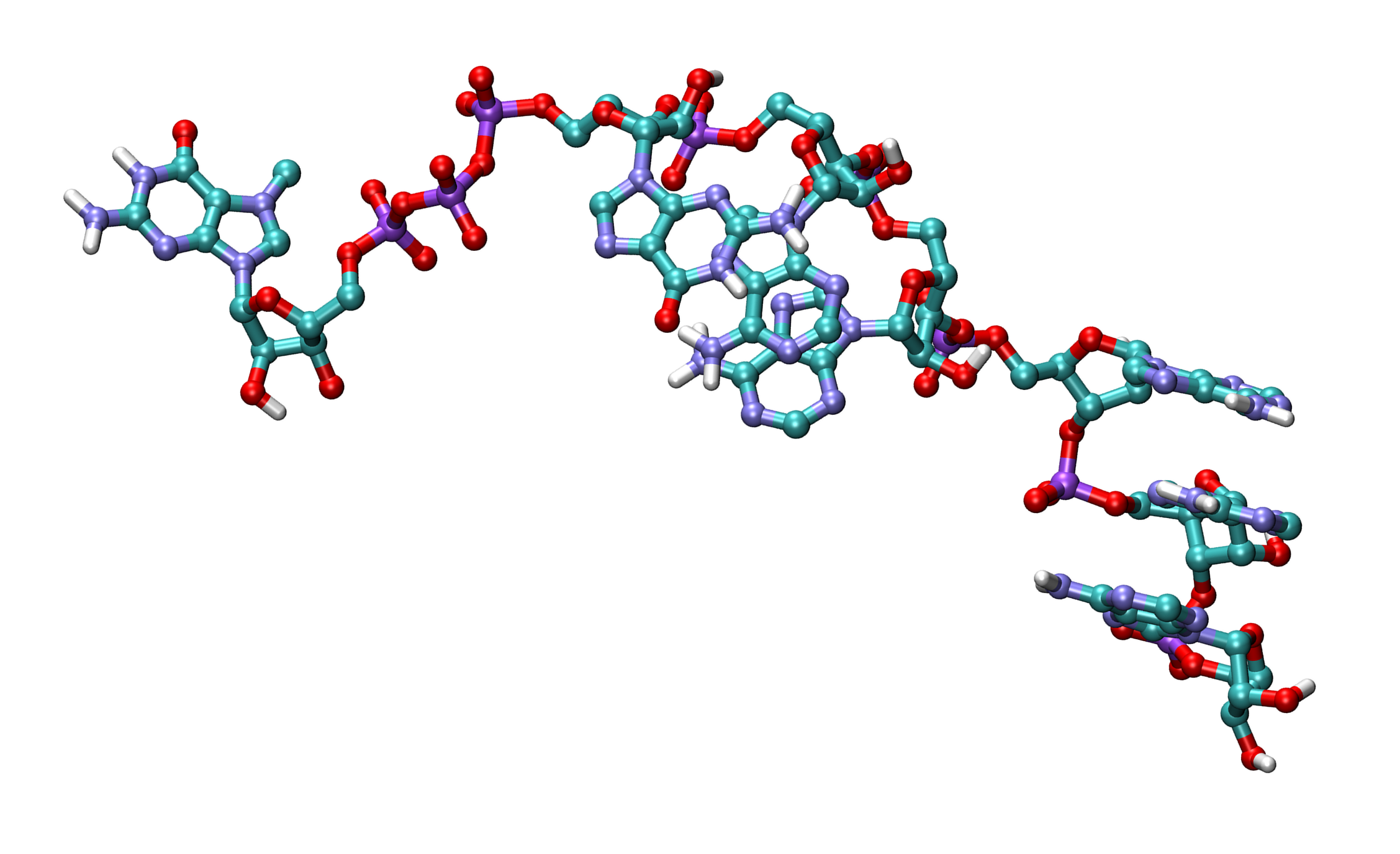
3D-staafjesmodel van mRNA, bestaand uit zes basenparen met m^{7}G-cap-structuur. (G=Guanosine)

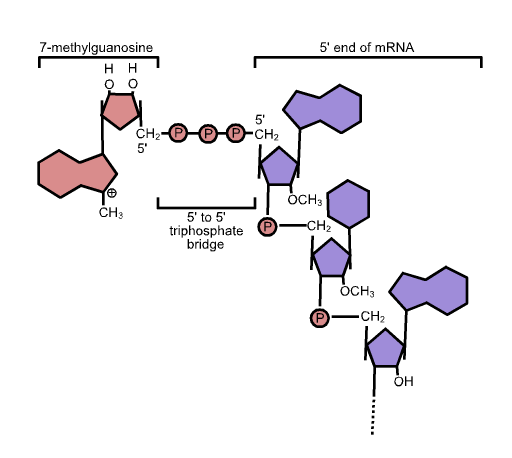
Schematische tekening van de m^{7}G-cap-structuur. (G=Guanosine)

Structuurformule van het gedeelte van het 5'-eind van een G-cap-structuur. (G=Guanosine)

De 5'-cap of 5'-cap-structuur is een chemische verandering van mRNA-moleculen in eukaryoten, die de stabiliteit van het ribonucleïnezuur (RNA) sterk verhoogt en belangrijk is voor het transport van het RNA uit de kern en de daarop volgende translatie door de ribosomen.
Daarbij gaat het het meest om een veranderd guanine-nucleotide, dat tijdens de transcriptie van het gen met een weinig voorkomende 5'-5'-fosfodi-esterbinding aan het kopeinde van het RNA vastgemaakt wordt (Engels: capping). Capping vindt net zoals splicing en polyadenylatie (Engels: tailing) cotranscriptioneel plaats, hetgeen wil zeggen dat het nog tijdens de RNA-polymerase dat RNA synthetiseert, plaatsvindt. Er wordt daarom ook van een RNA-fabriek gesproken.
Capping gebeurt niet alleen bij mRNA maar ook bij vele niet-coderende RNA's.

## Cap-structuren

### Polymerase II
Onder de mRNA's, die door het RNA-polymerase II getranscribeerd worden, bevindt zich ook de klassieke m7G-cap. Hier wordt (na hydrolyse van de eindstandige γ-fosfaten door het enzym trifosfatase) door het zogenoemde capping-enzym een GMP-rest (van GTP) in de vorm van een 5'-5'-fosfodi-esterbinding op het 5'-eind van het RNA overgedragen en aansluitend op de 7de positie van het guanine met behulp van het enzym mRNA-cap-methyltransferase met verbruik van S-adenosylmethionine (SAM), een universele methylgroepdonor, gemethyleerd met als resultaat: 5'-5'-m7GpppN. Ten slotte vinden verdere methyleringen van de eerste basen van het mRNA op positie 2' plaats; er wordt dan gesproken van cap1, waarbij alleen de eerste base is gemethyleerd, of cap2, waarbij de eerste twee basen zijn gemethyleerd.
Verder bestaan er bijvoorbeeld bij trypanosomen zeer complexe cap-structuren, waarbij niet alleen het eerste nucleotide veranderd is, maar ook de daarop volgende zoals bij Trypanosoma brucei met een cap-4.

### Polymerase III
Transcripten van het RNA-polymerase III hebben geen overeenkomstige 5'-capstructuren, maar bij enkele RNA's vindt monomethylering van een γ-fosfaatrest (bijvoorbeeld U6 snRNA) plaats.

### Virussen
Vele virussen hebben een eigen manier in de biosyntheseweg van de cap-structuur: Guanosinetrifosfaat wordt eerst gemethyleerd en daarna op het RNA overgedragen.

## Functie
Net zoals de polyadenylatie van het 3'-eind van mRNA's speelt de cap-structuur een belangrijke rol bij het stabiliseren van de mRNA's. Zonder deze structuur worden de mRNA's in het cytoplasma door de exonucleasen snel van 5' naar 3' omgezet.
Ook bij het transport van het RNA uit de kern via de kernporiën naar het cytoplasma (RNA-export) speelt de cap een belangrijke rol. Het RNA wordt nog tijdens de transcriptie door het cap-bindingscomplex gebonden, dat in samenwerking met andere factoren zorgt voor een effectief transport.
Bij de initiatie van de translatie is de cap onmisbaar. Zowel gebonden door CBC (tijdens de eerste ronde van de translatie) als ook door eIF4E (tijdens alle verdere ronden) zorgt de cap ervoor dat het ribosoom ingeschakeld wordt en met de initialisering begint. Daarbij ontstaat een ringsluiting van het RNA (closed loop model of translation), waarbij het 5'-eind met de poly-A-staart reageert (via eIF4E, eIF4G en het cytoplasmatische poly-A-bindingsproteïne PABPC).
Daar enkele virussen zich uitsluitend in het cytoplasma vermeerderen, krijgen ze van de cellulaire machinerie geen cap-structuur. Om dit nadeel te omzeilen stelen ze een cap van het cellulaire mRNA's, men spreekt van cap-snatching. Een mRNA van het gastheerorgaan wordt daarbij in de nabijheid van het 5'-eind gespleten en als zogenaamde capped-leader benut voor het initiëren van de virale translatie.
Door het feit dat de virale polymerasen geen m7G-cap produceren is een specifiek onderscheid mogelijk tussen "vreemd" en "aan de gastheer eigen" RNA. Als een RNA een trifosfaat zonder cap aan het 5'-eind heeft, kan dit een aanwijzing van een virusinfectie zijn. Inderdaad bestaat er in het aangeboren immuunsysteem bij zoogdieren een intracellulaire RIG-I-receptor die het verschil als PAMP (engl. Pathogen-associated molecular patterns) herkent en als antwoord op de virusinfectie een antivirale reactie op gang brengt.